# Kalle Westerdahl
Kalle Fredrik Åke Sture Westerdahl (født 4. august 1966) er en svensk skuespiller. Han har for eksempel medvirket i film som Kodenavn: Coq Rouge (1989), Naken (2000), Sune på bilferie (2013) og Sune på fjeldet (2014), samt tv-serier som Tre kronor, Pistvakt og Wallander.
Westerdahl er uddannet fra Teaterhögskolan i Stockholm.

## Udvalgt filmografi
- Kodenavn: Coq Rouge (1989)
- Allis med is (tv-serie, 1993)
- Euroboy (kortfilm, 1994)
- Bert (tv-serie, 1994)
- Tre kronor (tv-serie, 1997)
- Paranoia (kortfilm, 1999)
- Pistvakt (tv-serie, 2000)
- Naken (2000)
- Kronprinsessen (tv-serie, 2006)
- Livet i Fagervik (tv-serie, 2008)
- Wallander (tv-serie, 2009)
- Solsidan (tv-serie, 2013)
- Sune på bilferie (2013)
- Sune på fjeldet (2014)
- Micke & Veronica (2014)
- Desire (kortfilm, 2020)